# تشاندرا ويكراماسينغ
فيديا نالين تشاندرا ويكراماسنجي (بالإنجليزية: Chandra Wickramasinghe) (بالسنهالية : නලින් චන්ද්ර වික්රමසිංහ)، (من مواليد 20 يناير 1939) هو أستاذ في الرياضيات التطبيقية وعلم الفلك في جامعة كارديف بريطاني مولود في سيريلانكا، ينتمي إلى العرق السنهالي . تضمنت اهتماماته البحثية الوسط بين النجمي، وعلم فلك الأشعة تحت الحمراء، ونظرية تشتت الضوء، وتطبيقات فيزياء الحالة الصلبة (فيزياء الجوامد) في علم الفلك، والنظام الشمسي المبكر، والمذنبات، والكيمياء الفلكية، وأصل الحياة، وعلم الأحياء الفلكي. هو تلميذ لفريد هويل ومتعاون معه، عمل الاثنان سويًا لمدة 40 عامًا، وكانا أنصارًا لفرضية التبذّر الشامل. اقترحا نظرية في العام 1974 مفادها أنّ بعض الغبار في الوسط بين النجمي عضوي إلى حد كبير، وثَبُت بعد ذلك أنها صحيحة.
قدم ويكراماسينغ وهويل فكرة مفادها أنّ تفشي الأمراض المختلفة على الأرض يعود إلى أصول خارج كوكب الأرض، مثل تفشي أنفلونزا في عام 1918، وحالات معينة لتفشي أمراض كشلل الأطفال وجنون البقر. افترضا بالنسبة لتفشي أنفلونزا عام 1918 أنّ غبارًا مذنبيًا جلب الفيروس إلى مواقع متعددة على الأرض في نفس الوقت، استبعد أغلب الخبراء في مجال الأنفلونزا في أنحاء العالم هذه الفكرة. رفض المجتمع العلمي كل الادعاءات التي تربط الأمراض على كوكب الأرض بمسببات من خارج الكوكب.
كتب ويكراماسينغ أكثر من ثلاثين كتابًا في الفيزياء الفلكية ومواضيع مرتبطة بها، ظهر على الراديو، وفي التلفزيون والأفلام، وأعدّ المقالات والمدونات على الأنترنت. ظهر على قناة بي بي سي هورايزن، وقناة المملكة المتحدة الخامسة وقناة التاريخ. ظهر أيضًا في برنامج ‹‹مطر أحمر›› على قناة ديسكفري في عام 2013. ربطته صداقة مع دايساكو إكيدا رئيس المنظمة البوذية العالمية ‹‹سوكا غيكاي››، مما قاد لنشر حوار معه باللغة اليابانية أولًا ثم باللغة الإنجليزية، تناول هذا الحوار موضوع الفضاء والحياة الأبدية.

## أبحاثه
بدأ العمل على درجة الدكتوراه في جامعة كامبيردج عام 1960 تحت إشراف الراحل السير فريد هويل، ونشر ورقته العلمية الأولى ‹‹جزيئات الغرافيت بمثابة حبيبات بين نجمية›› في مجلة ‹‹الملاحظات الشهرية للجمعية الفلكية الملكية›› في عام 1962. حصل على درجة الدكتوراه في الرياضيات عام 1963 وانتُخب زميلًا في جيسوس كوليدج كامبيردج في نفس العام. عُيِّن في العام الذي يليه عضوًا في طاقم العاملين في معهد علم الفلك في كامبيردج. وهنا أكمل عمله على طبيعة الغبار بين النجمي، ونشر العديد من الأوراق العلمية في هذا المجال، مما قاده إلى البحث في الحبيبات المحتوية على الكربون ونماذج السيليكات القديمة.
نشر ويكراماسينغ كتابه المكتمل الأول عن الحبيبات بين النجمية في 1967. ساهم بالكثير في هذا المجال، ونشر أكثر من 350 ورقة علمية في مجلات يراجعها النظراء في نفس المجال، وأكثر من 75 ورقة في مجلة نيتشر. اقترح هويل وويكراماسينغ نوعًا متطرفًا من التبذر الشامل الذي ادّعى أنّ أشكال حياة خارج أرضية دخلت إلى الغلاف الجوي للأرض ومن المحتمل أيضًا أنها مسؤولة عن تفشي الأوبئة والأمراض الجديدة والتجديد الجيني الذي أكّد هويل وويكراماسينغ أنه كان ضروريًا للتطور الكبروي.
تعاون ويكراماسينغ لوقت طويل مع هويل. كانت منشوراتهم من كتب وأرواق علمية التي تناولت موضوع التبذر الشامل والفرضيات الكونية لنشأة الحياة مثيرةً للجدل في تفاصيل معينة، وتتعارض بشكل خاص مع الإجماع العلمي في كلٍّ من الفيزياء الفلكية والبيولوجيا. انتُقدت الكثير من ادعاءات هويل وويكراماسينغ بين عامي 1977 و 1981 كالتقرير الذي يشير إلى اكتشاف السليولوز بين النجمي من قبل مؤلف واحد واصفًا إياها بالعلوم الزائفة.

### الجزيئات العضوية في الفضاء
اقترح ويكراماسينغ لأوّل مرة عام 1974 فرضيةً تنص أنّ الغبار في الفضاء بين النجمي عضويٌّ إلى حد كبير. وتابع فرضيته بأبحاث أخرى تثبت صحتها. اقترح ويكراماسينغ أيضًا وأثبت وجود مركبات بوليميرية ترتكز على جزيء الميثانال. اقترح هويل وويكراماسينغ لاحقًا الكشف عن المركبات العطرية متعددة الحلقات من تحليل امتصاص الإخماد بالأشعة فوق البنفسجية عند طول موجة يساوي 2175 أنغستروم، مما يشرح وجود جزيئات هيدروكربونية عطرية متعددة الحلقات في الفضاء.

### نموذج هويل- ويكراماسينغ للتبذر الشامل
طوّر ويكراماسينغ طوال حياته المهنية إلى جانب فريد هويل فرضية التبذر الشامل، التي تفترض أنّ الحياة على الأرض في جزء منها على الأقل هي من منشأ خارج الأرض. يشمل نموذج هويل- ويكراماسينغ للتبذر الشامل افتراضات أنّ الفيروسات الخامدة والحمض النووي الريبوزي المنقوص الأوكسجين الجاف والحمض النووي الريبوزي الجاف يمكنها العيش دون حماية في الفضاء. وبالتالي يمكن للأجسام الصغيرة كالمذنبات والكويكبات أن تحمي ‹‹بذور الحياة›› بما في ذلك الحمض النووي الريبوزي المنقوص الأوكسجين والحمض النووي الريبوزي، والحياة المتحجرة أو الخامدة أو الحية الخلوية أو غير الخلوية. وأنّ تصادمات الكويكبات والمذنبات، والأقمار قادرة على نشر ‹‹بذور الحياة›› عبر نظام نجمي إفرادي، ثم إلى أنظمة أخرى. القضية الأكثر جدلية حول نموذج هويل- ويكراماسينغ للتبذر الشامل ناتجة بشكل مباشر عن أوّل اقتراحين لهما أنّ الفيروسات والبكتيريا ما تزال تواصل دخولَا للغلاف الجوي للأرض قادمة من الفضاء، وأنها المسؤولة عن العديد من الأوبئة عبر التاريخ. افترض هويل وويكراماسينغ قبيل انتهاء تعاونهما أنّ التولد التلقائي حدث بالقرب من مركز المجرة قبل أن يحمل التبذر الشامل الحياة عبر مجرة درب التبانة، ونوّها أنّ مثل هذه العملية ممكنة الحدوث في العديد من المجرات في الكون.
يختبر العلماء من أمريكا الشمالية، وأوروبا، وروسيا، واليابان جوانب عديدة من فرضية التبذر الشامل.

### الكشف عن الخلايا الحية في طبقة الستراتوسفير
أجرت منظمة البحوث الفضائية الهندية في 20 يناير من عام 2001 رحلة منطاد من حيدر أباد في الهند لجمع الغبار من طبقة الستراتوسفير على ارتفاع 41 كيلومترًا (135000 قدم) لاختبار وجود خلايا حية. تضمن المتعاونون في هذا المشروع فريقًا من علماء المملكة المتحدة بقيادة ويكراماسينغ. عرض ويكراماسينغ في ورقة علمية قدّمها في مؤتمر أس بّي إي آي في سان دييغو عام 2002 اكتشافه دليلًا على وجود ميكروبات قادرة على الحياة فوق سطح الأرض ب41 كيلومترًا. لكن لم تقّدم التجربة دليلًا على أن النتائج هي ميكروبات قادمة من الفضاء أو ميكروبات محمولة لمسافة 41 كيلومتر فوق سطح الأرض.
في عام 2005، أجرت مجموعة العلماء بالتعاون مع منظمة البحوث الفضائية الهندية محاولةً ثانيةً لتجربة جمع العينات من الستراتوسفير على ارتفاع 41 كيلومترًا وأعلنت عن عزل ثلاثة أنواع جديدة من البكتيريا، أطلقوا اسم جانيبيكتر هويلي أس بي. أن أو في. تكريمًا لفريد هويل. ومع ذلك، لا تثبت هذه الحقائق أنّ البكتيريا نشأت في بيئة كونية. أُخذت العينات من طبقة الستراتوسفير أيضًا عن طريق يانغ وآخرون في عامي 2005 و 2009. اكتُشفت خلال هذه التجربة بكتيريا مكورة غريبة عالية المقاومة للإشعاع على ارتفاعات أكبر من 35 كيلومتر. ومع ذلك، امتنع المؤلفون عن ربط هذه الاكتشافات بفرضية التبذر الشامل. شارك ويكراماسينغ أيضًا في تنسيق التحليلات لظاهرة المطر الأحمر في كيرلا في الهند بالتعاون مع غودفري لويس..

### مسببات الأمراض الخارجية (من خارج كوكب الأرض)
تقّدم ويكراماسينغ وهويل بفكرة تفيد أنّ تفشي الأمراض المختلفة على كوكب الأرض يعود إلى أصول من خارج كوكب الأرض، كتفشي أنفلونزا في عام 1918، وحالات معينة لتفشي أمراضٍ كشلل الأطفال وجنون البقر.